# Résolution 61 du Conseil de sécurité des Nations unies
Membres permanents
- Chine
- États-Unis
- France
- Royaume-Uni
- URSS

Membres non permanents
- Argentine
- Belgique
- Canada
- Colombie
- Syrie
- RSS d'Ukraine

Résolution no 60 Résolution no 62
La résolution 61 du Conseil de sécurité des Nations unies  est une résolution du Conseil de sécurité des Nations unies adoptée le 4 novembre 1948.
Cette résolution relative à la question de la Palestine, faisant suite aux résolutions 50 et 54 de mai et juillet 1948, invite les gouvernements intéressés à :
- replier celles de leurs forces qui ont avancé au-delà des positions tenues le 14 octobre,
- établir des négociations en vue de la création de zones neutres, à défaut, elles seront définies par le médiateur.

Un comité du conseil constitué des cinq membres permanents ainsi que de la Belgique et de la Colombie est constitué en vue de conseiller le médiateur dans sa tâche.
La résolution a été adoptée par 9 voix pour.
L'Union des républiques socialistes soviétiques s'est abstenue.
La république socialiste soviétique d'Ukraine a voté contre.

## Texte
- Résolution 61 sur fr.wikisource.org
- Résolution 61 sur en.wikisource.org